# Lyncina

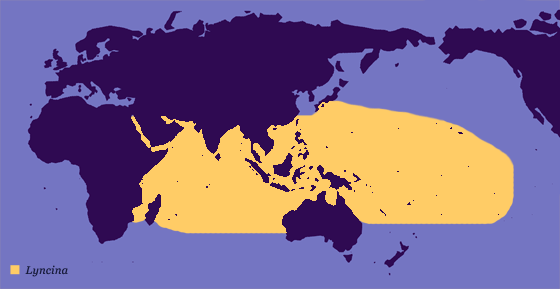
Мапа поширення роду Lyncina

Lyncina — рід морських черевоногих молюсків родини Ципреїди (Cypraeidae). Представники роду поширені у тропічних водах Індійського та Тихого океану.

## Опис
Мушля має грушоподібну форму, тільки Lyncina lynx має витягнутішу форму. Види цього роду мають всі ті ж характерні риси мушлі і радули, що й інші роди родини. Мантія являє собою оболонку у вигляді розгалужених сосочків, що присутнє лише в роді Leporicypraea. Радула в усіх видів цього роду має куполоподібні зубчики середнього розміру.

## Види
Рід Lyncina включає такі види:
- Lyncina argus (L. 1758) synonym of Arestorides argus
- Lyncina aurantium (Gmelin, 1791)
- Lyncina broderipii Gray in Sowerby, 1832
- Lyncina camelopardalis (Perry, 1811)
- Lyncina carneola (Linnaeus, 1758)
- Lyncina kuroharai (Kuroda & Habe, 1961)
- Lyncina leucodon (Broderip, 1832)
- Lyncina leviathan Schilder & Schilder, 1937
- Lyncina lynx (Linnaeus, 1758)
- Lyncina nivosa (Broderip, 1827)
- Lyncina porteri (Cate, 1966)
- Lyncina sulcidentata Gray, 1824
- Lyncina vitellus (Linnaeus, 1758)